# Megachile alpicola
Megachile alpicola  ist eine Art aus der Gattung Megachile (Blattschneider- und Mörtelbienen) aus der Ordnung der Hautflügler.

## Merkmale
Megachile alpicola ist mit 7,5 bis 10 mm Körperlänge eine kleine Blattschneiderbienenart und leicht mit der sehr ähnlichen Megachile centuncularis verwechselbar. Die Tarsenglieder sind rotbraun. Die 9 bis 10 mm großen Weibchen haben auf dem 6. Tergit abstehende schwarze Behaarung. Die Sterniten der 7,5 bis 9 mm großen Männchen haben lange lockere Endfransen.

## Verbreitung
Das Verbreitungsgebiet von Megachile alpicola erstreckt sich boreomontan von Nord- und Mitteleuropa bis nach Zentralasien. In Mitteleuropa kommt sie vor allem im Hoch- und Mittelgebirge vor, nur vereinzelt im Tiefland. Megachile alpicola bevorzugt Lichtungen und Randlagen von Waldgebieten in Gebirgen bis 2000 Meter Höhe.

## Lebensweise
Megachile alpicola lebt wie die meisten Blattschneiderbienenarten solitär. Die Flugzeit beginnt im Juni und endet im August. Angeflogen werden die Blüten von Hahnenfuß, Hornklee, Schneckenklee, Wicken, Platterbsen, Weidenröschen, Thymian, Flockenblumen  und verschiedenen anderen Korbblütlern. 
Zum Nisten werden Bohrlöcher oder Fraßgänge in verarbeitetem Holz oder alten Baumstämmen und -stubben genutzt. Auch der Erdboden wird als Nistplatz angenommen. Die Wände der Brutzellen werden aus Blattausschnitten der Wald-Erdbeere gebaut.